# Dracopelta
Dracopelta (лат.) — род растительноядных птицетазовых динозавров из инфраотряда анкилозавров. Ископаемые остатки животного были найдены на территории Португалии в геологических слоях, датируемых верхней юрой. Представлен единственным видом — Dracopelta zbyszewskii. Описан в 1980 году американским палеонтологом Питером Гальтоном. Представляет собой одного из наиболее полных анкилозавров юрского периода, найденных на территории Европы.

## Этимология
Название рода образовано сочетанием древнегреческих слов δράκων (drakoon; латинизированная форма draco) — «змея, дракон» и πέλτη (peltè) — «легкий щит». Видовое название дано в честь Жоржа Збышевского (Georges Zbyszewski; 1909—1999) — одного из самых выдающихся геологов и палеонтологов Португалии.

## История открытия и изучения
В начале 1964 года, во время дорожно-строительных работ между Баррилем и пляжем Ассента-Сул, были найдены ископаемые остатки животного. В декабре этого же года они привлекли внимание археолога Леонеля де Фрейтаса Сампайо Триндади, который известил о находке палеонтологов Жоржа Збышевского и Октавио да Вейга Феррейру. 22 декабря 1964 года начались раскопки. Образец был собран и доставлен в хранилище Службы геологии Португалии (Serviços Geológicos de Portugal; в настоящее время Национальная лаборатория энергетики и геологии), где он был кратко подготовлен Мануэлем де Матосом. В августе 1978 года Питер М. Гальтон посетил Геологический музей в Лиссабоне во время своей недельной поездки перед научной встречей в Париже, где его внимание привлекли новые неизученные образцы. В результате в июне 1980 года Гальтон описал образец как новый таксон — Dracopelta zbyszewskii, предварительно приписав его к семейству Nodosauridae, основываясь на сходстве костных пластин с известными на то время анкилозаврами. С момента его описания он последовательно либо полностью игнорировался в большинстве исследований, либо считался слишком неполным и недиагностичным, в результате чего его классифицируют как incertae sedis, либо как nomen dubium.
Первоначально голотип был ошибочно идентифицирован как относящийся к кимериджскому ярусу местонахождения Рибамара. Тем не менее Мигел Теллеш Антунеш и Октавио Матеуш в 2003 году отметили, что в данном местонахождении есть обнажения геологических слоёв нижнего мела, относящиеся к валанжинскому и альбскому ярусам, и сочли крайне маловероятным, что образец был получен из данной местности. В 2005 году Хавьер Переда-Субербиола совместно с коллегами отнесли образец к самой верхней части нижнего титона—верхнему титону.
Скелет D. zbyszewskii стал первым сочленённым анкилозавром юрского периода и является одним из наиболее полных анкилозавров юрского периода на территории Европы. Он стал представлять собой важный таксон для понимания эволюции всей группы анкилозавров. Тем не менее, он оставался малоизученным, а его точное систематическое положение неясно. В течение многих лет экземпляр лежал в хранилище Службы геологии Португалии. В 2021 году был предоставлен полный отчёт о его открытии, а также сообщено о дополнительном ископаемом материале голотипа, который является важным для подробного, обновленного описания D. zbyszewskii.

## Описание
Голотип был найден в слоях геологической формации Луринья (Lourinhã Formation), относящейся к поздней юре (нижний титон—верхний титон; 152,1—145,0 млн лет назад), к юго-востоку от Прайя-да-Ассента-Сул, Мафра, Западная Португалия. Средне- и мелкозернистый серый песчаник указывает на то, что на момент жизни динозавра участок представлял собой речной канал с небольшими участками растений. В 2019 году сообщалось о новом образце анкилозавра, примерно в 1 км к югу от места находки голотипа. В настоящее время проводятся исследования данного образца, чтобы выяснить, представляет ли он дополнительный, более полный образец D. zbyszewskii или же другой таксон.
Голотип D. zbyszewskii состоит из различных образцов: MG 5787, частичная грудная клетка с 12 спинными позвонками и сочленёнными рёбрами; остеодерм пяти различных типов; MG 3 (IGM 3), неполная стопа с тремя метаподиями (длинные кости плюсневой кости) II, III и IV пальцев. Это одна из немногих связанных аутоподий, известных у анкилозавров. Скелет принадлежит взрослой особи. В 2021 году было сообщено о дополнительном неопубликованном ранее материале (в основном это остеодермы, а также девять рёбер и правая задняя стопа), более подробное исследование которого продолжается.

### Размер и отличительные особенности
Длина тела Dracopelta zbyszewskii оценивается примерно от 2 до 3 метров, масса от 80 до 300 килограммов. Найденная грудная клетка имеет длину около семидесяти сантиметров и примерно такую же ширину. Спинные рёбра слегка изогнуты, что указывает на широкую спину, как и у других анкилозавров. Строение рёбер отличает его от Dacentrurus, стегозавра, также обнаруженного в формации Луринья. На голотипе сохранились окостеневшие сухожилия, характерные для анкилозавров.
Тело животного было покрыто костными пластинами, которые защищали животное от хищников. Эти остеодермы обнаружены также в области грудной клетки. Некоторые состоят из очень маленьких изолированных пластин с овальным профилем и размером два на три сантиметра. Они вероятно были встроены в толстый слой кожи и образовывали сплошную костную «броню». В центральной части спины расположены маленькие парные круглые пластины. Их диаметр около шести сантиметров. На левой и правой сторонах грудной клетки были обнаружены более крупные конфигурации пластин. Спереди имеются очень вытянутые пластины, ориентированные в продольном направлении корпуса. Они имеют длину от шестнадцати до девятнадцати сантиметров и ширину от пяти до семи сантиметров. Их внешние края выпукло-изогнутые. Эти пластины могли служить в качестве оружия. За ними расположены другие, накладывающиеся друг на друга пластины, и образующие своего рода режущую кромку. Они имеют длину четырнадцать сантиметров. Каждая остеодерма перекрывает последующую пластину сверху. Сзади, с левой стороны животного, были расположены более крупные пластины, которые имеют длину девятнадцать сантиметров при ширине одиннадцати сантиметров. Эти пластины иногда имеют киль, расположенный на внутреннем крае.
При описании кисти был выявлен уникальный признак: длина ногтевых фаланг второго и третьего пальцев равна их ширине. Кисть имела примитивную фаланговую формулу (2-3-4-?-?), как у нодозаврида Sauropelta и раннего тиреофора Scutellosaurus, в то время как анкилозавриды и стегозавры показывают редуцированную фаланговую формулу. Авторы предположили, что вероятно это было связано с довольно длинными конечностями D. zbyszewskii и адаптационной способностью животного развивать относительно высокую скорость. Небольшой размер динозавра также согласуется с этой интерпретацией.

## Палеоэкология

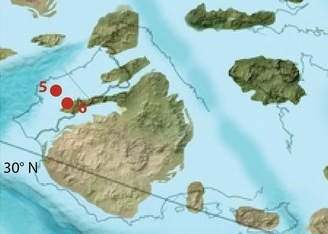
Палеогеография Иберии во времена позднней юры, 150 млн лет назад

Горные породы пачки Ассента формации Луринья имеет преимущественно позднетитонский возраст, причем последние несколько метров, вероятно, относятся к самому раннему берриасу, а верхний слой формации примерно соответствует 144,7 млн лет. Среда отложения интерпретируется как часть дельты с преобладанием извилистых речных систем, протекающих по приморским равнинам с небольшими участками растений.
Местная фауна помимо D. zbyszewskii была представлена кархародонтозавром Lusovenator, неопределёнными завроподами из клады Turiasauria и крокодиломорфами, орнитоподом Draconyx, а также ещё не описанным анкилозавром, который в то же время может представлять собой второй и более полный экземпляр рода Dracopelta.

## Систематика
Первоначально Питер Гальтон отнёс род Dracopelta к семейству нодозаврид, основываясь на морфологии остеодерм. Позже Кеннет Карпентер рассматривал его как nomen dubium по причине отсутствия диагностических характеристик образца голотипа и отнёс к семейству Polacanthidae на основании сходства с Gargoyleosaurus и Gastonia в морфологии остеодерм. Хавьер Переда-Субербиола совместно с коллегами не смогли распознать какие-либо характеристики полакантид или нодозаврид, тем не менее сочли таксон действительным на основании наличия проксимальных фаланг II и III, и всё той же отличительной морфологии остеодерм. Из-за близости между фаунами формаций Моррисон в США и Луринья в Португалии, Dracopelta может иметь близкое родство с Gargoyleosaurus и Mymoorapelta.
Учитывая ограниченность ископаемого материала, современные ученые относят D. zbyszewskii в инфраотряда анкилозавров без ясного систематического положения (incertae sedis).